# گروگان (فیلم ۲۰۱۳)
گروگان یا مهره (به انگلیسی: Pawn) فیلمی محصول سال ۲۰۱۳ و به کارگردانی ریک فامویوا است. در این فیلم بازیگرانی همچون فارست ویتاکر، مایکل چکلیس، استیون لانگ، کامن، شان فاریس، مارتون چوکاش، ری لیوتا، نیکی رید، ماکس بیسلی، جاناتان بنت، جسیکا کارن، رونالد گوتمن و جردن بلفی ایفای نقش کرده‌اند.